# Kolumba
Kolumba (voorheen Diözesanmuseum) is een museum van kerkelijke kunst in de Duitse stad Keulen. Het is een van de oudste musea van de stad en sinds 2007 gevestigd in de ruïne van de Sint-Columbakerk en een modern gebouw van architect Peter Zumthor. De collectie is afkomstig van het aartsbisdom Keulen.

## Geschiedenis
Het museum werd in 1853 opgericht door de Christliche Kunstverein für das Erzbistum Köln. Een jaar later werd de eerste tentoonstelling geopend in het 15e-eeuwse gebouw Gürzenich. Pas in 1989 werd het beheer overgenomen door het aartsbisdom Keulen. Het museum was aanvankelijk een traditioneel bisschoppelijk museum met zalen vol religieuze beelden en schilderijen, gevestigd in een gebouw nabij de Dom van Keulen (Thomaskapelle am Roncalliplatz). Na de verwoesting van het gebouw tijdens de Tweede Wereldoorlog, was het museum gevestigd in enkele zalen bij de Sint-Gereonkerk. Na het gereedkomen van de nieuwbouw in 2007 werd gekozen voor een andere opzet met vrijwel lege zalen, waarin enkele topstukken alle aandacht krijgen.

## Gebouw
Het huidige museumgebouw kwam tot stand van 2003 tot 2007, naar een ontwerp van de gerenommeerde Zwitserse architect Peter Zumthor. Het minimalistisch vormgegeven gebouw incorporeert de resten van de kerk van Sint-Columba, in de middeleeuwen de grootste parochiekerk van Keulen. De romaans-gotische kerk werd in 1945 vrijwel geheel verwoest, waarna de architect Gottfried Böhm in 1949 een kleinere kapel bouwde te midden van de ruïnes ("Madonna in den Trümmern"). Het nieuwe gebouw van Zumthor respecteert deze bestaande structuren. Zowel de middeleeuwse ruïne als de kapel van Böhm zijn thans integraal onderdeel van het museum. De muren zijn van gepleisterd beton en lichtgrijze, geperforeerde bakstenen ("Kolumbastenen") met stalen vensters. Bijzondere aandacht is gegeven aan de lichtinval in de zalen en trappenhuizen. De vloeren zijn van mortel, terrazzo en Jura kalksteen. Het meubilair in de 16 museumzalen is merendeels van hout en eveneens minimalistisch vormgegeven. Het museumgebouw werd bekroond met diverse prijzen, waaronder de Duitse architectuurprijs van het Deutsches Architekturmuseum in Frankfurt am Main (2008) en de architectuurprijs van de stad Keulen (2010). Peter Zumthor ontving in 2009 de Pritzker Prize.

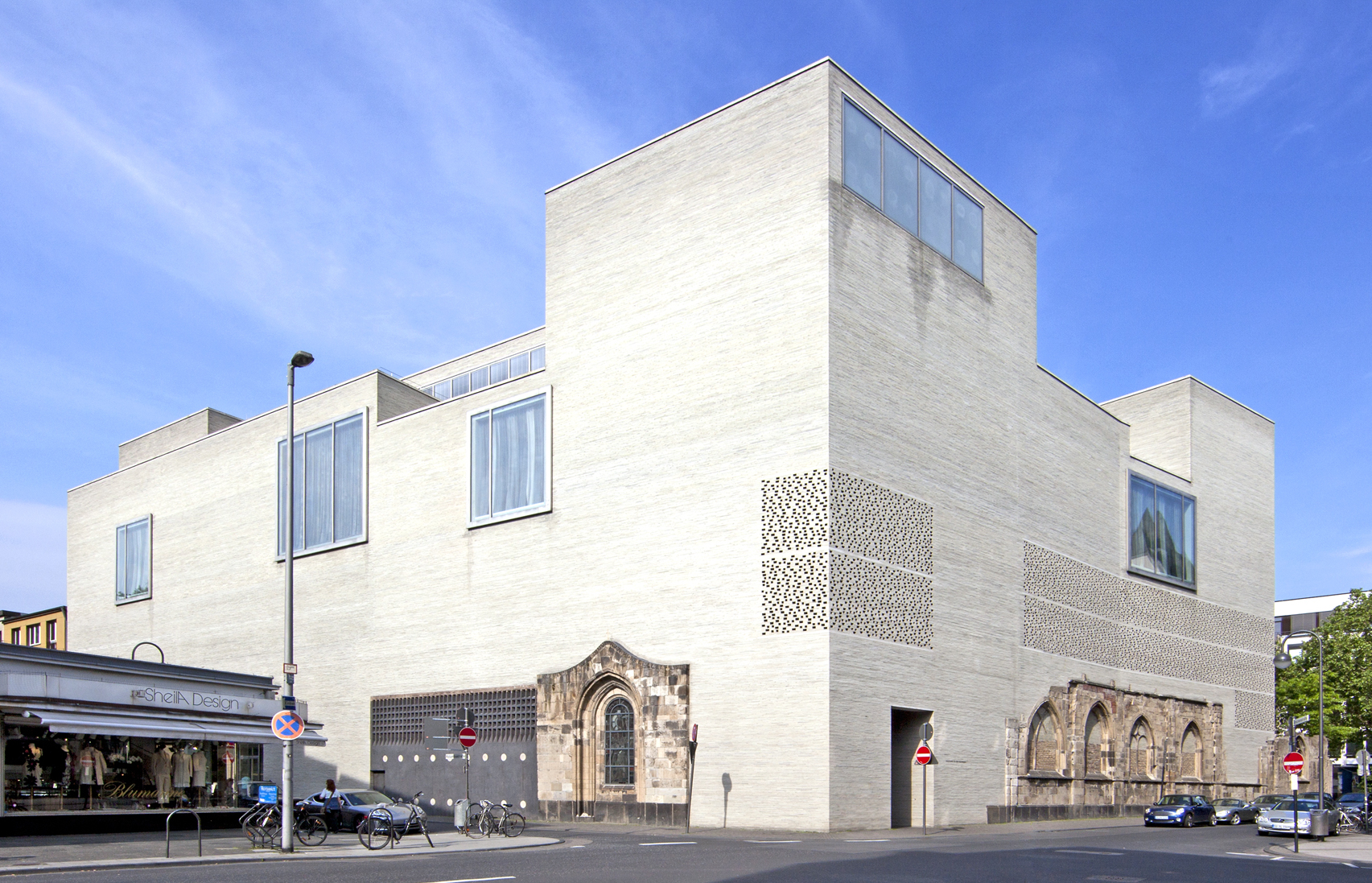
Overzicht
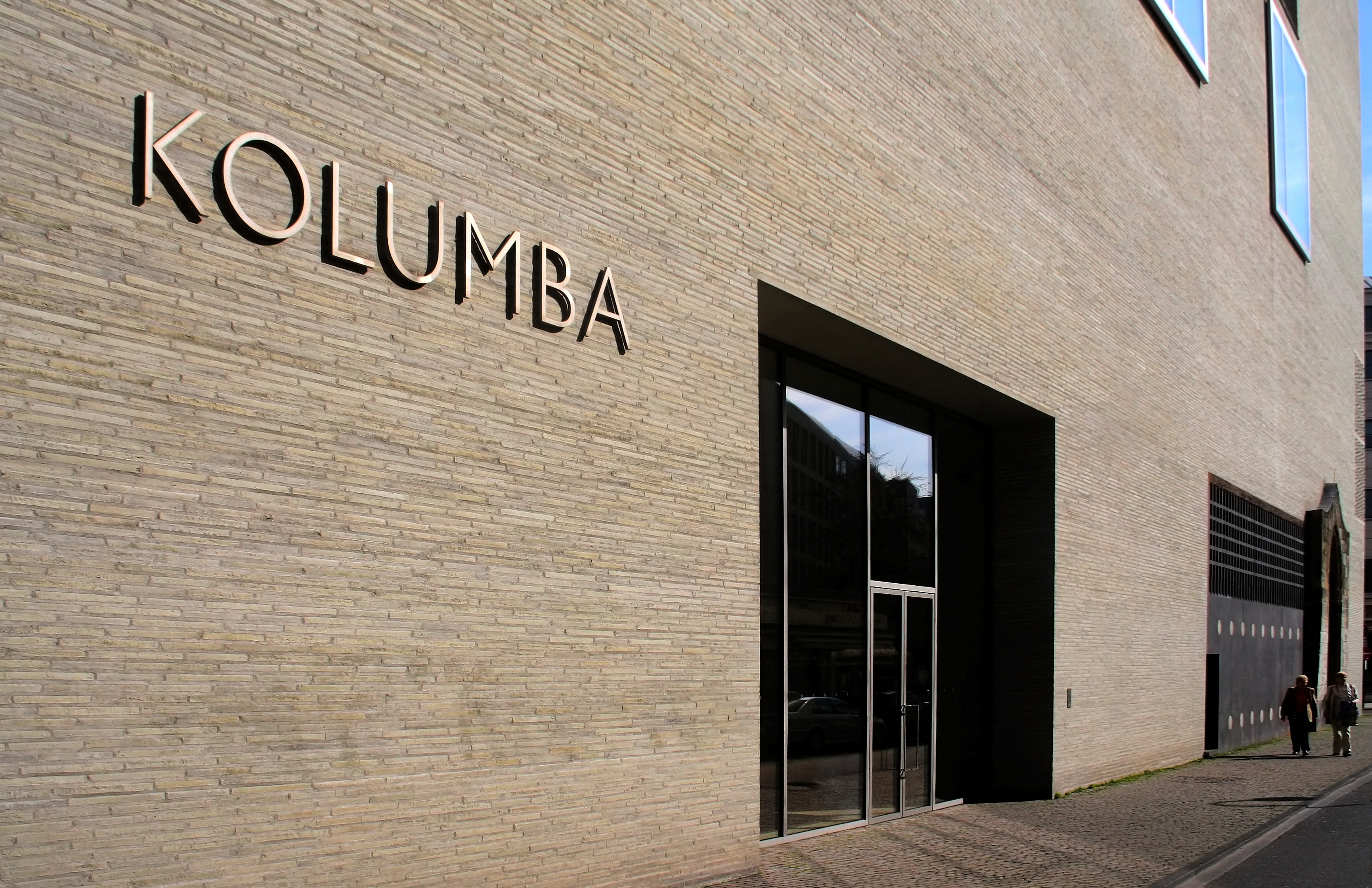
Hoofdingang
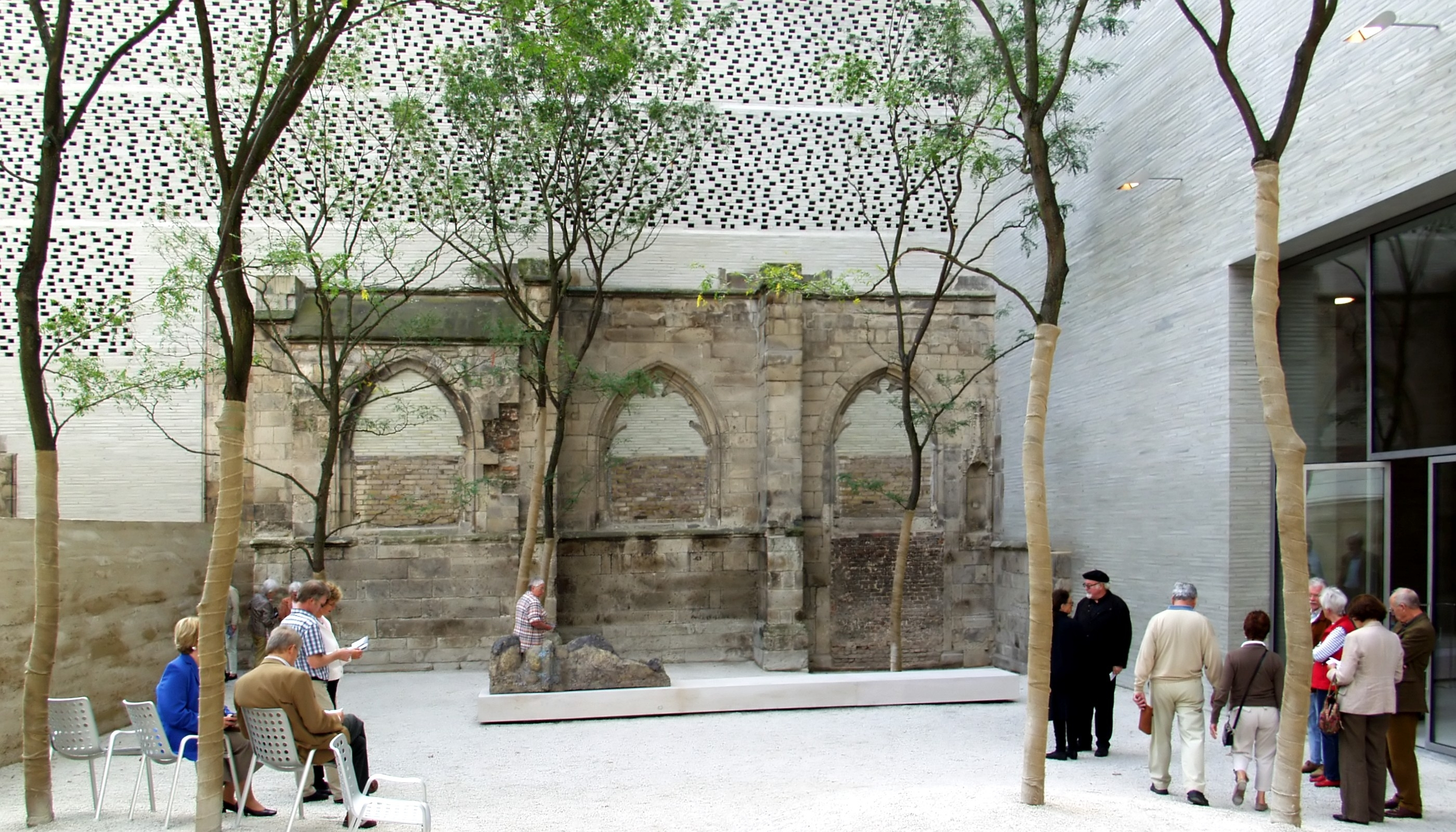
Binnenhof met kerkrestant
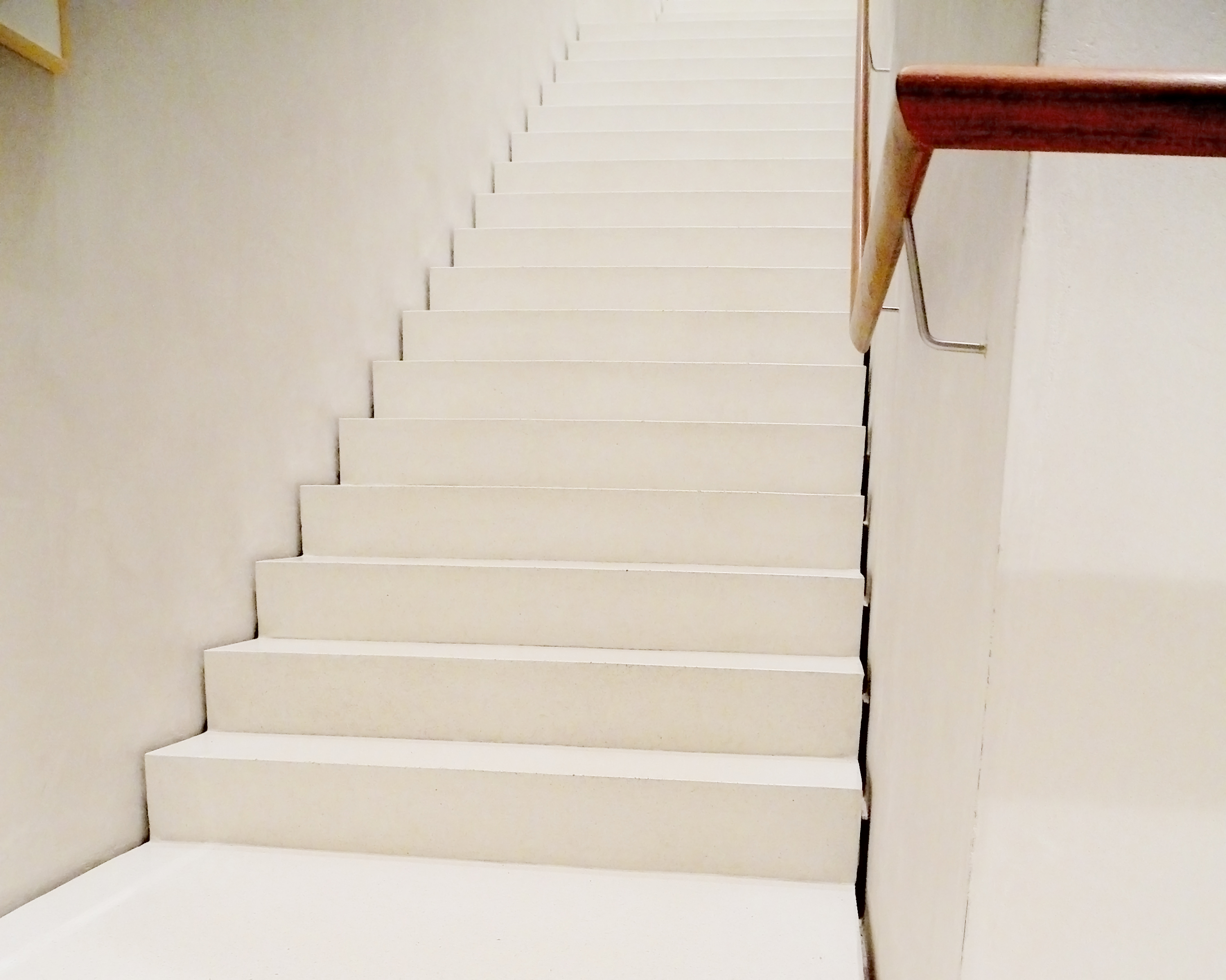
Interieurdetail

## Collectie

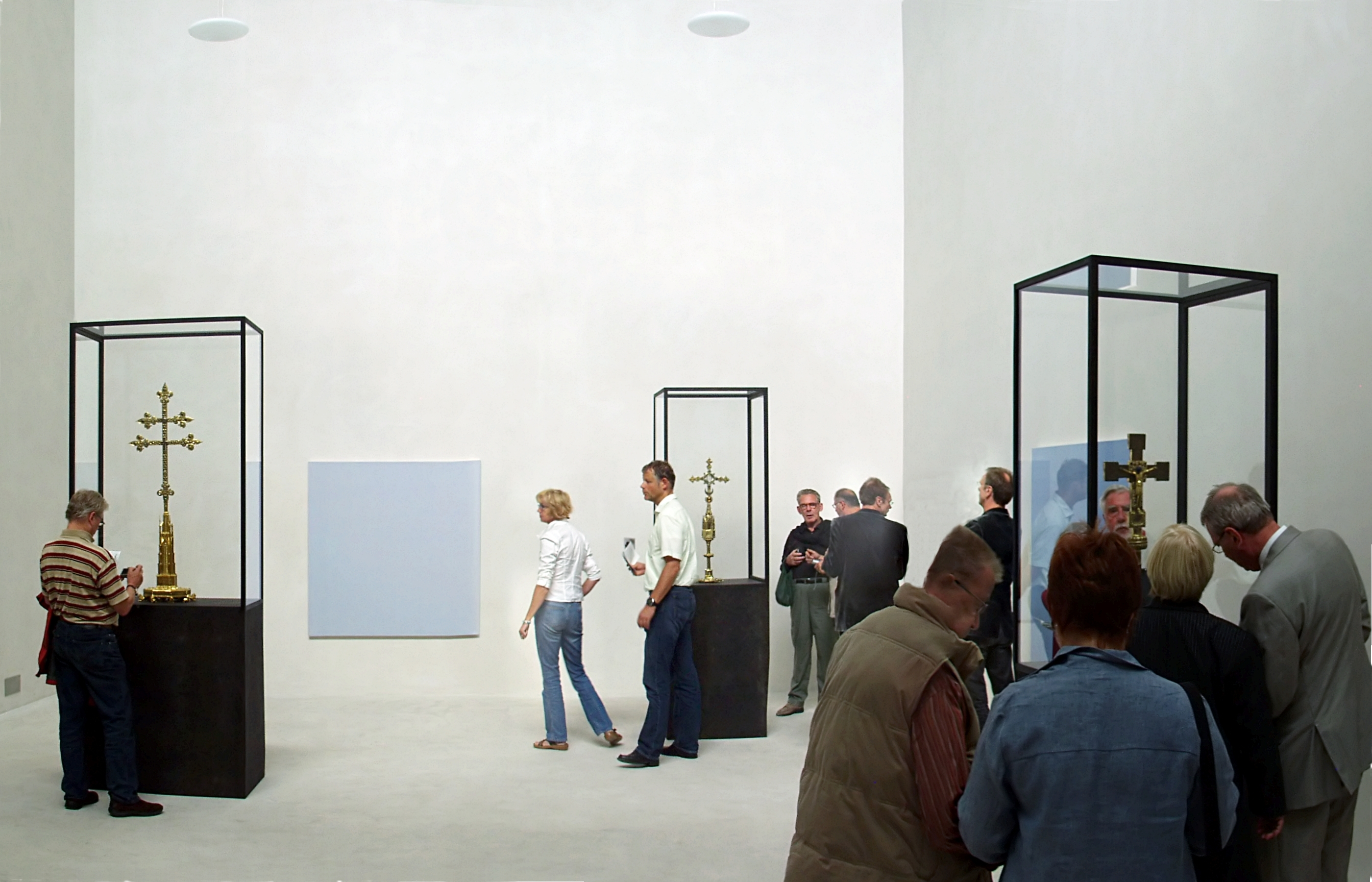
Museumzaal

De collectie bestaat uit merendeels religieuze schilderijen, tekeningen, prenten, beelden, reliëfs en toegepaste kunst vanaf de late oudheid tot heden. Slechts enkele topstukken worden permanent tentoongesteld; andere werken rouleren of vormen onderdeel van tijdelijke exposities. De voorwerpen worden niet-chronologisch tentoongesteld, waardoor een interessante wisselwerking ontstaat tussen oude en hedendaagse kunst.
Enkele hoogtepunten uit de collectie:
- het Hermann-Idakruis, een 11e-eeuws processiekruis van verguld brons (met een Romeinse gem als Christushoofd);
- een 12e-eeuws ivoren crucifix in romaanse stijl;
- Stefan Lochners Madonna met het viooltje (15e-eeuw);
- anoniem: Madonna in de erker (15e eeuw);
- anoniem: Man van smarten (16e eeuw);
- August Macke: Sint-Joris en de draak (1912);
- Paul Thek: Shrine (1969);
- Jannis Kounellis: Tragedia civile (1975);
- een omvangrijke collectie werken van de Japanse kunstenares Leiko Ikemura.

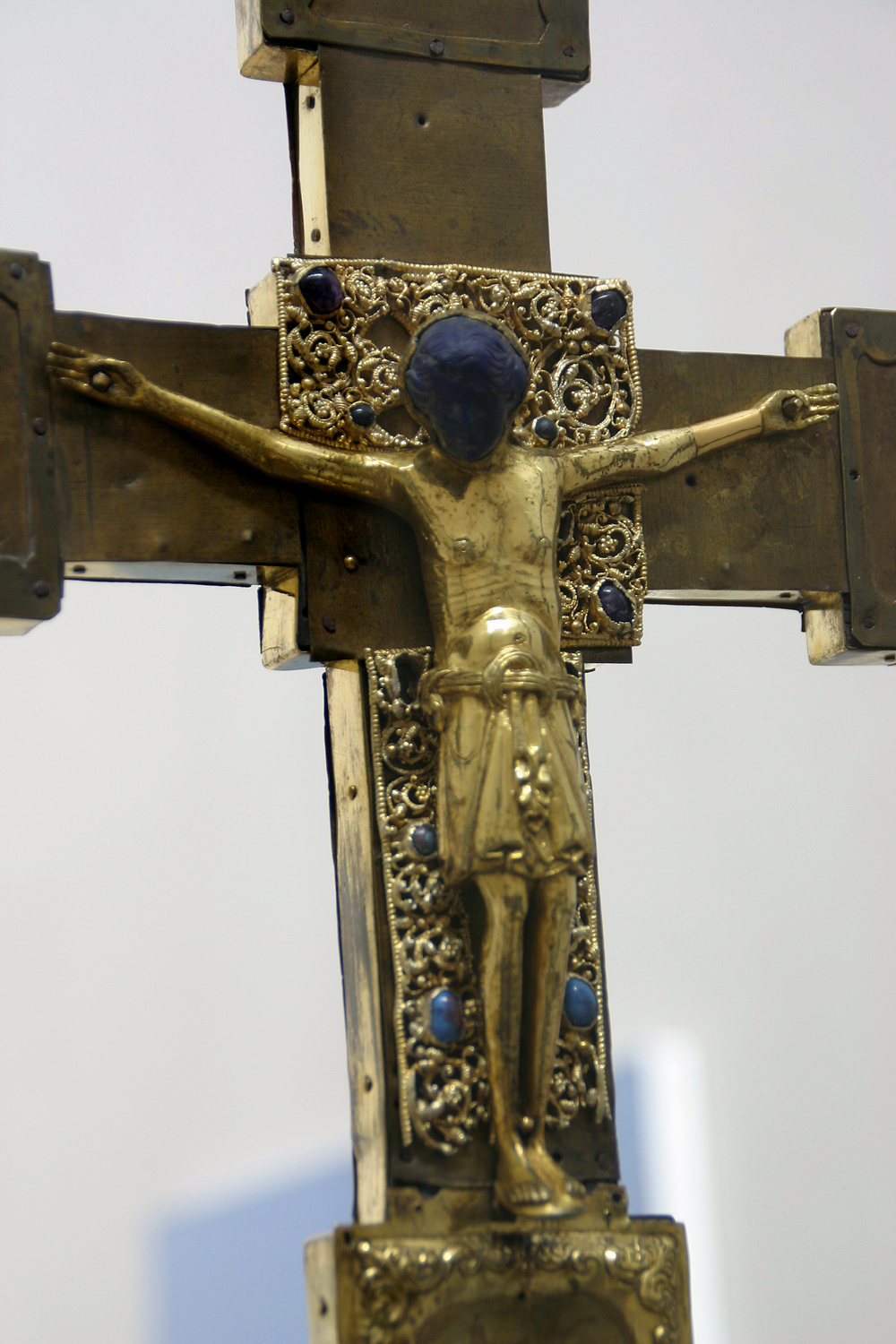
Hermann-Idakruis
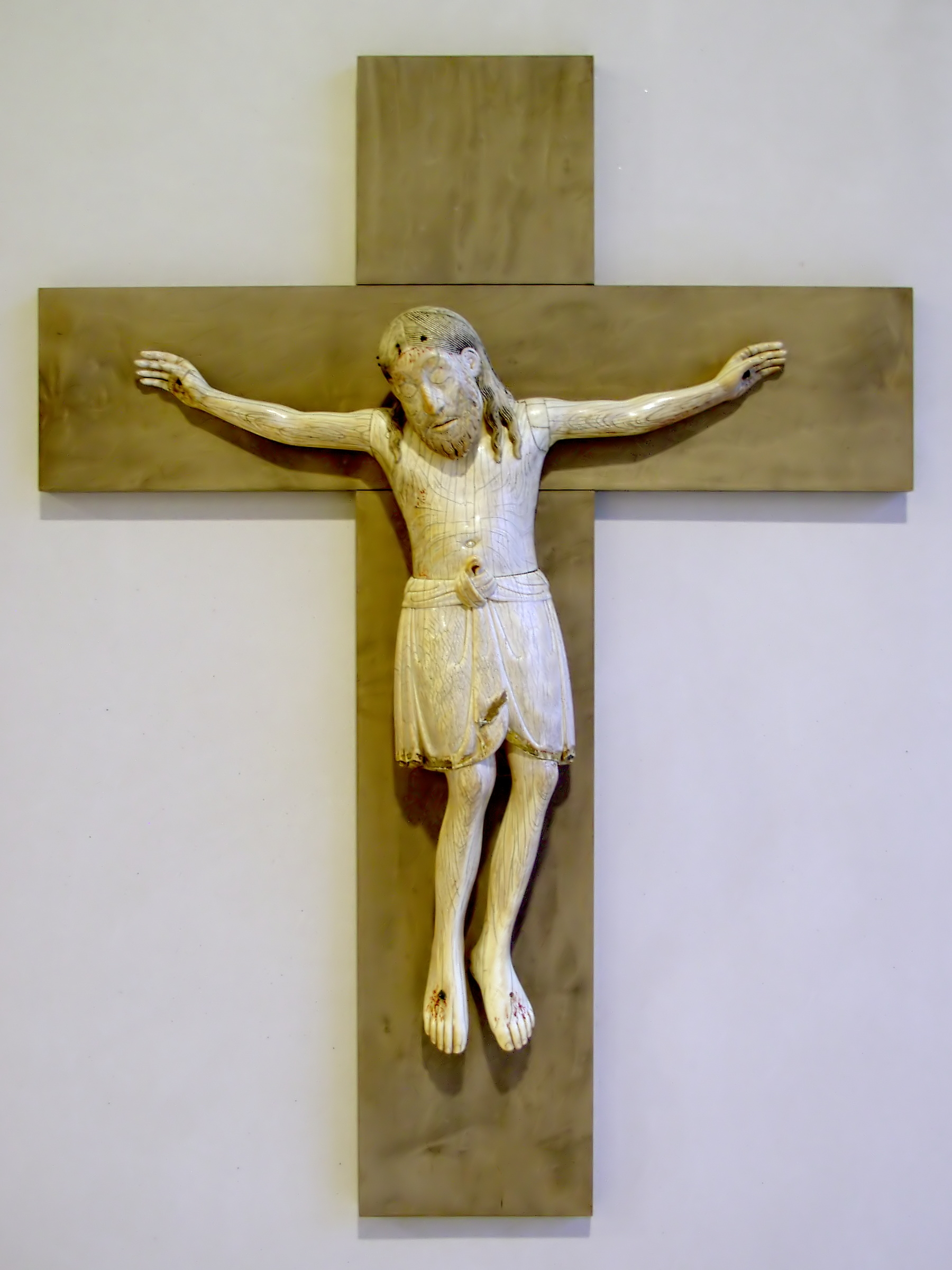
Ivoren crucifix
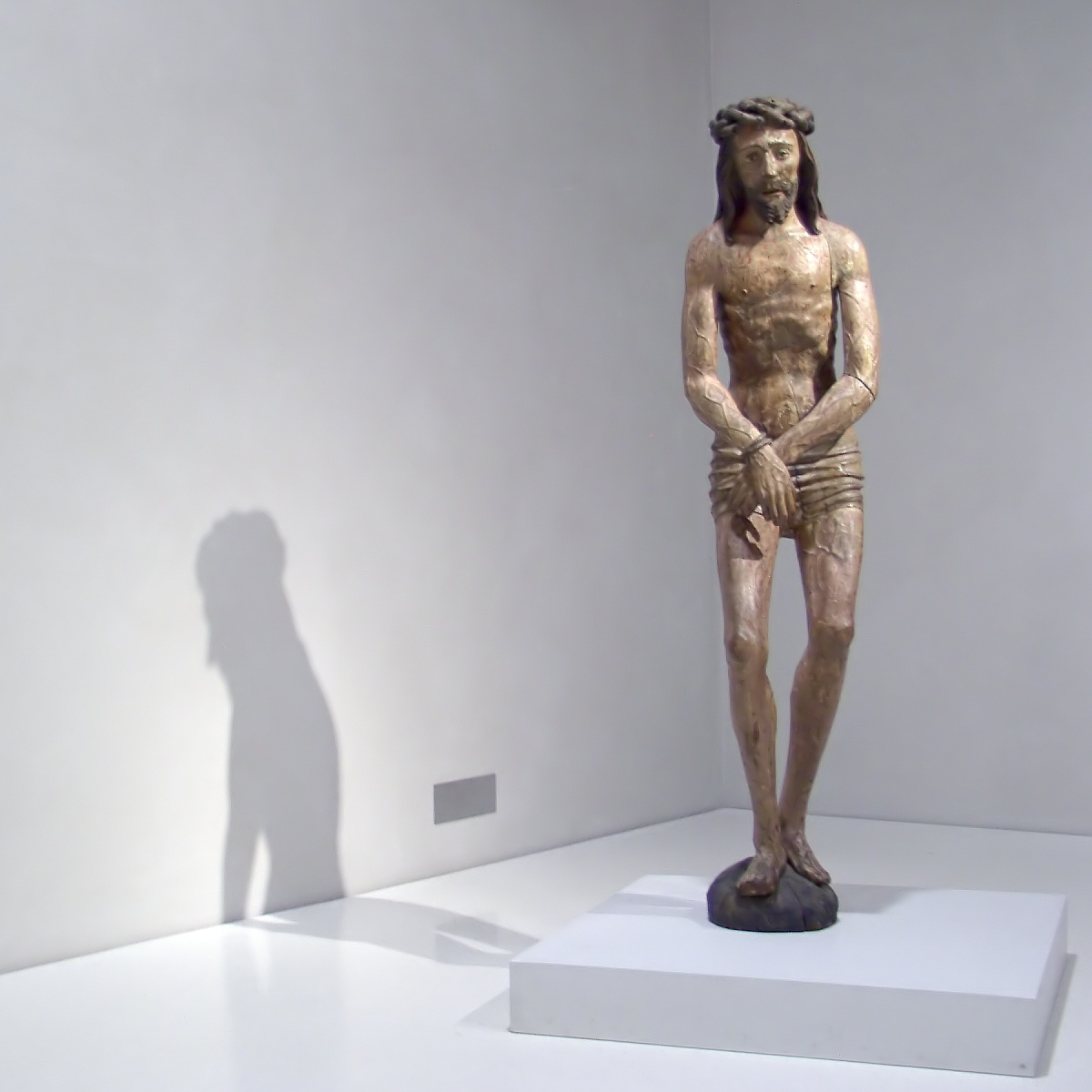
Man van smarten
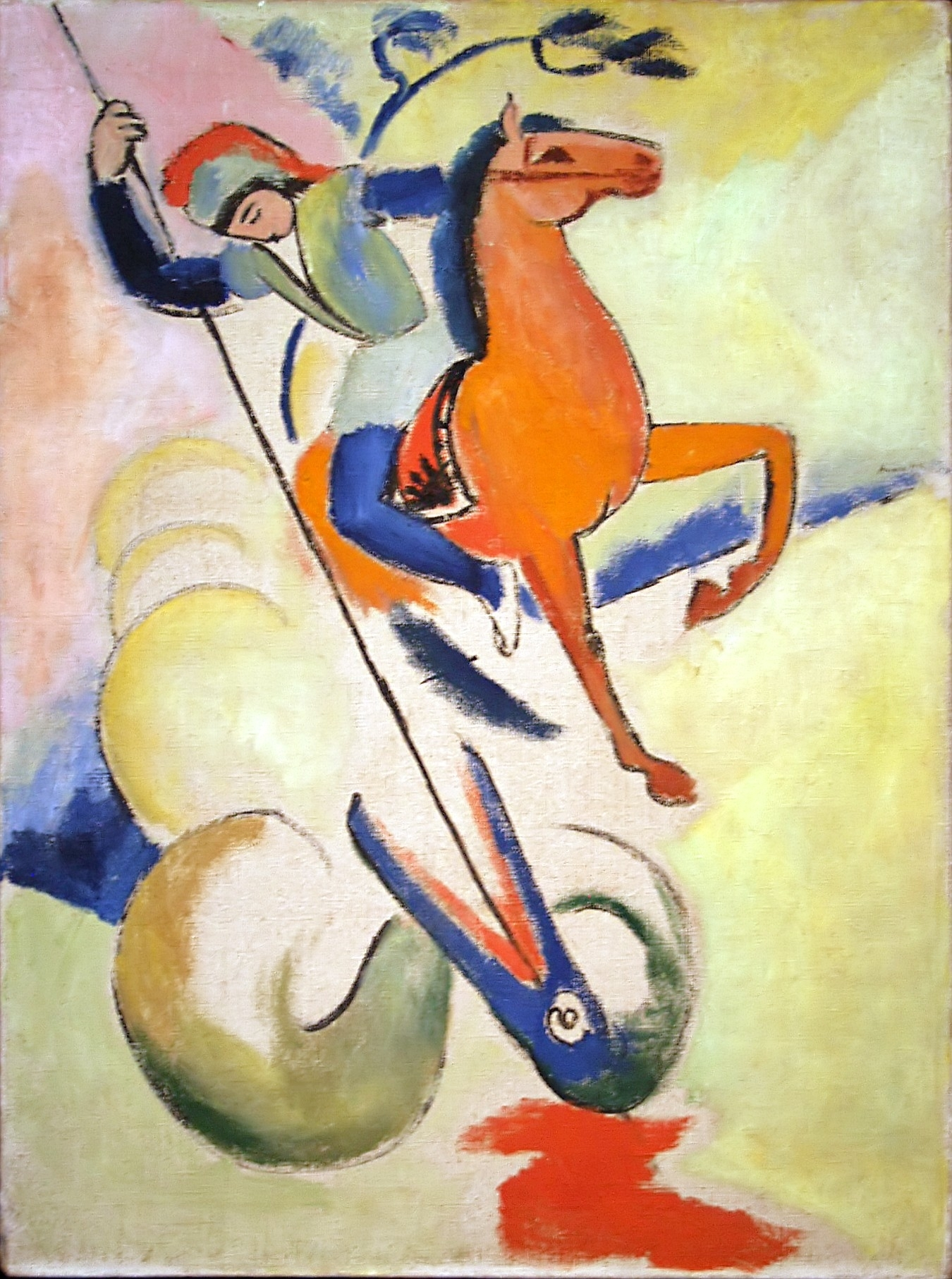
Sint-Joris en de draak